# 소방구
소방구(蕭方矩, ? ~ 554년)는 중국 남북조 시대 양나라의 황족이다. 원제와 귀인(貴人) 원씨(袁氏) 사이에서 태어난 넷째 아들이다. 자는 덕규(德規)이고, 상동(湘東)의 왕세자가 된 뒤 소원량(蕭元良)으로 개명하였다. 시호는 민회황태자(愍懷皇太子)이다.

## 생애
소역이 무제로부터 상동왕(湘東王)으로 봉해진 뒤, 소역이 소방구를 남안후(南安侯)로 삼았다.
549년에 소역의 맏아들인 상동 세자 소방등이 전사하자 소역은 둘째 아들 소방제를 왕세자로 삼았다. 그러나 552년에 소방제도 전사했으므로 소역은 소방구를 왕세자로 삼았고, 이때 소방구는 소원량으로 개명했다. 이후 소역이 즉위하고 소방구를 황태자로 삼았다.
554년에 서위의 대장인 우근(于謹)이 양나라의 수도인 강릉을 공함하자, 소찰은 원제, 소원량과 원제의 열째 아들인 시안왕 소방략 등을 모두 살해했다.
555년에 원제의 아홉째 아들인 진안왕 소방지가 황제로 즉위하고 난 뒤에 소원량을 민회태자로 추시했다.